# Brooks Robinson
Brooks Calbert Robinson Jr., soprannominato "The Human Vacuum Cleaner" o "Mr. Hoover" (Little Rock, 18 maggio 1937 – Owings Mills, 26 settembre 2023), è stato un giocatore di baseball statunitense di ruolo terza base che ha giocato per tutta la carriera con i Baltimore Orioles della Major League Baseball (MLB). È stato introdotto nella National Baseball Hall of Fame nel 1983 al suo primo anno di eleggibilità.
Considerato uno dei migliori terza base in difesa della storia, vinse 16 Guanti d'oro consecutivi in carriera,, il secondo massimo di tutti i tempi.

## Carriera
Robinson firmò con i Baltimore Orioles nel 1955. Nel 1964 disputò la sua migliore stagione attacco, con una media battuta di .318 e 28 fuoricampo, guidando la lega con 118 punti battuti a casa, venendo premiato come MVP dell'American League. Nelle votazioni, ricevette 18 preferenze su 20 per il primo posto, con Mickey Mantle che terminò secondo. Nel 1966 fu premiato come miglior giocatore dell'All-Star Game, terminando secondo dietro il compagno Frank Robinson nel premio di MVP dell'anno, con gli Orioles che vinsero le World Series 1966 contro i Los Angeles Dodgers. Nel 1999, The Sporting News lo inserì all'80º posto nella classifica dei migliori cento giocatori di tutti i tempi.
Nei playoff del 1970, Robinson batté con una media di .583 nelle American League Championship Series contro i Minnesota Twins.  In seguito nelle World Series 1970 contro i Cincinnati Reds, ebbe una media battuta di .429 con due fuoricampo; Tuttavia, furono le sue giocate in difesa ad essere decisive durante le serie, che derubarono i Reds di diversi giocatori in base. Per queste prestazioni, fu premiato come MVP delle World Series, Al termine delle finali, il manager dei Reds Sparky Anderson scherzò: "Sto iniziando a vedere Brooks nei miei sogni. Se lasciassi cadere questo piatto di carta, lo raccoglierebbe e mi eliminerebbe in prima base."
In carriera, Robinson fu convocato per l'All-Star Game in quindici anni consecutivi (1960-1974) e disputò quattro World Series. Ebbe una media battuta di .267, con 2.848 valide, 268 fuoricampo e 1357 punti battuti a casa. Robinson guidò la American League nel minor numero di errori percentuali in difesa un record di 11 volte e, al momento del ritiro, la sua percentuale di .971 era la più alta di sempre per un giocatore in terza base. Anche i suoi totali di 2870 gare giocatore in terza base, 2697 putout, le 6205 assistenze, le sue 8902 chance totali e i 618 doppi giochi erano dei primati per una terza base quando si ritirò. Le 23 stagioni di Robinson con la stessa squadra stabilirono un nuovo primato per la MLB, in seguito pareggiato da Carl Yastrzemski. Solo Yastrzemski (3308), Hank Aaron (3076) e Stan Musial (3026) hanno disputato più gare per un solo club. Robinson, un corridore lento tra le basi, ebbe anche quattro tripli giochi in carriera, un record assoluto. È stato il primo giocatore ad iniziare due tripli giochi nella stessa stagione, nel 1973.

## Palmarès

### Club
- World Series: 2

Baltimore Orioles: 1966, 1970

### Individuale
- MVP dell'American League: 1

1964
- MVP delle World Series: 1

1970
- MVP dell'All-Star Game: 1

1966
- MLB All-Star: 18

1960–1974
- Guanti d'oro: 16

1960–1975
- Leader dell'American League in punti battuti a casa: 1

1964
- Formazione del secolo della MLB
- Numero 5 ritirato dai Baltimore Orioles